# Diego Boneta
Diego Andrés González Boneta (Cidade do México, 29 de Novembro de 1990) é um cantor e ator mexicano. Ficou internacionalmente conhecido por interpretar o personagem Rocco na telenovela mexicana Rebelde (2005-2006) e Javier Luna em 90210 (2009-2011). Em 2005, enquanto participava de Rebelde, gravou seu álbum de estreia auto-intitulado. Esse primeiro disco foi lançado nos Estados Unidos, Chile e teve uma versão em português somente para o Brasil. Juntos, ambos álbuns venderam mais de 100 mil cópias apenas no Brasil.
Apareceu como Alex Santiago na série Pretty Little Liars (2010–2011) da ABC Family. Em 2012 ganhou um "Prêmio ALMA" por interpretar a Drew Boley no filme Rock of Ages. Em 2015, Boneta fez parte do elenco a primeira temporada da série Scream Queens. Em 2018, estrelou Luis Miguel, la serie aonde interpreta o cantor mexicano Luis Miguel.

## Biografia
Nascido na Cidade do Mexico, filho de Lauro e Astrid, começou sua carreira artística no programa musical Código Fama, onde ficou em quinto lugar. O programa lhe abriu as portas para o mundo das telenovelas infantis mexicanas.
Seu primeiro papel foi na novela Alegrijes y Rebujos (exibida no Brasil entre 2004 e 2005 pelo SBT) da produtora Rosy Ocampo fazendo o papel de Ricardo Sánchez. A novela fez sucesso e o permitiu se apresentar em lugares como o Auditório Nacional, o Palácio de los Desportes, Estádio Azteca, dentre muitos outros.
Posteriormente ele interpretou seu primeiro protagonista na novela Misión S.O.S. como Christian, o que lhe rendeu a nominação a melhor ator infantil nos Prêmio TvyNovelas.
Diego fez participações especiais, foi convidado para UIP (United Internacional Pictures) para prestar sua voz ao personagem de Fermat, filho menor da família Spencer no desenho Thunderbirds, também foi o intérprete da canção oficial da Teleton 2003 e, por último, foi a voz oficial da Visa para as Olimpíadas de Atenas em 2004.
Em 2005, na novela mexicana Rebelde (exibida no Brasil em 2006 pelo SBT) deu vida ao jovem Rocco Bezaury, que assim como Diego, era um apaixonado pela música. Logo após, foi o convidado especial do RBD para abrir os shows de suas duas tours consecutivas, em 2006 e 2007, passando por países da América e da Europa.

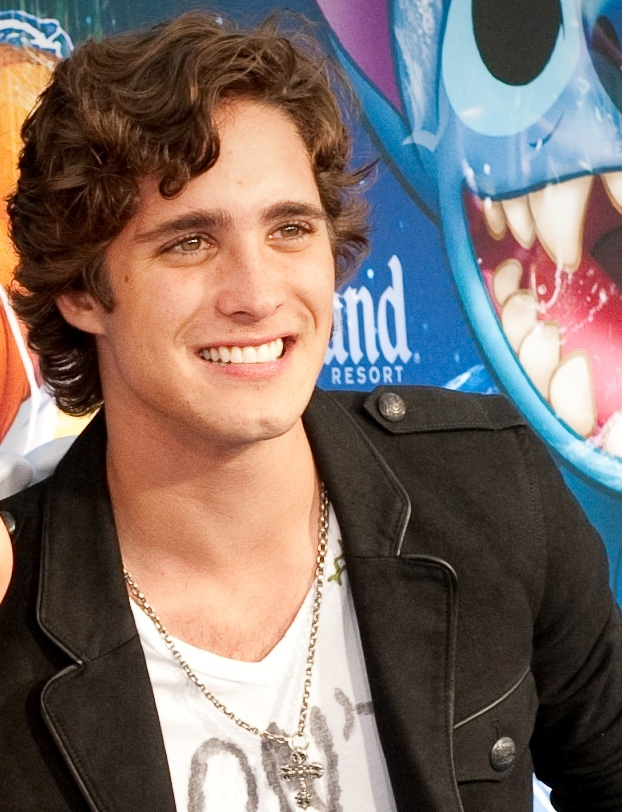
Diego em 2010.

No final de 2008 se mudou para Los Angeles com sua família. Diego também aparece no videoclipe da música About You Now de Miranda Cosgrove.
Diego usava o sobrenome 'González', mas no fim de 2008 após ter se mudado com a família para Los Angeles adotou o 'Boneta' onde começaram a chamá-lo de Diego Boneta, já que é comum a utilização do primeiro e último nome.
Em 2010, Diego faz sua estreia em telas hollywoodianas na série estadunidense 90210, exibida pela CW. Ele interpreta o cantor Javier Luna e tem um affair com Adrianna, personagem da atriz Jessica Lowndes.Também participou em um episódio da série Zeke & Luther transmitido pela Disney XD.
Interpretou Alex Santiago na série Pretty Little Liars transmitida pela ABC Family nos EUA e pelo canal Boomerang no Brasil. Seu primeiro filme foi Meninas Malvadas 2, apesar da sequência do longa ser bastante criticada, Diego ganhou notoriedade  e logo em seguida protagonizou o musical Rock of Ages onde interpretou Drew Boley ao lado de atores prestigiados como Tom Cruise, Catherine Zeta Jones e Julianne Hough. Em 2013, Diego se juntou ao elenco da cinebiografia de Pelé ao lado de Rodrigo Santoro, Seu Jorge e Vincent D’Onofrio. Ele irá viver o italiano José - Inimigo de Pelé - em uma parceria da Imagine Entertainment com o Brasil o filme está em pré-produção e a data de lançamento está prevista para 2014 (Ano da Copa do Mundo).
Em 2018 interpretou o cantor mexicano Luis Miguel em sua série autobiográfica.

## Carreira musical

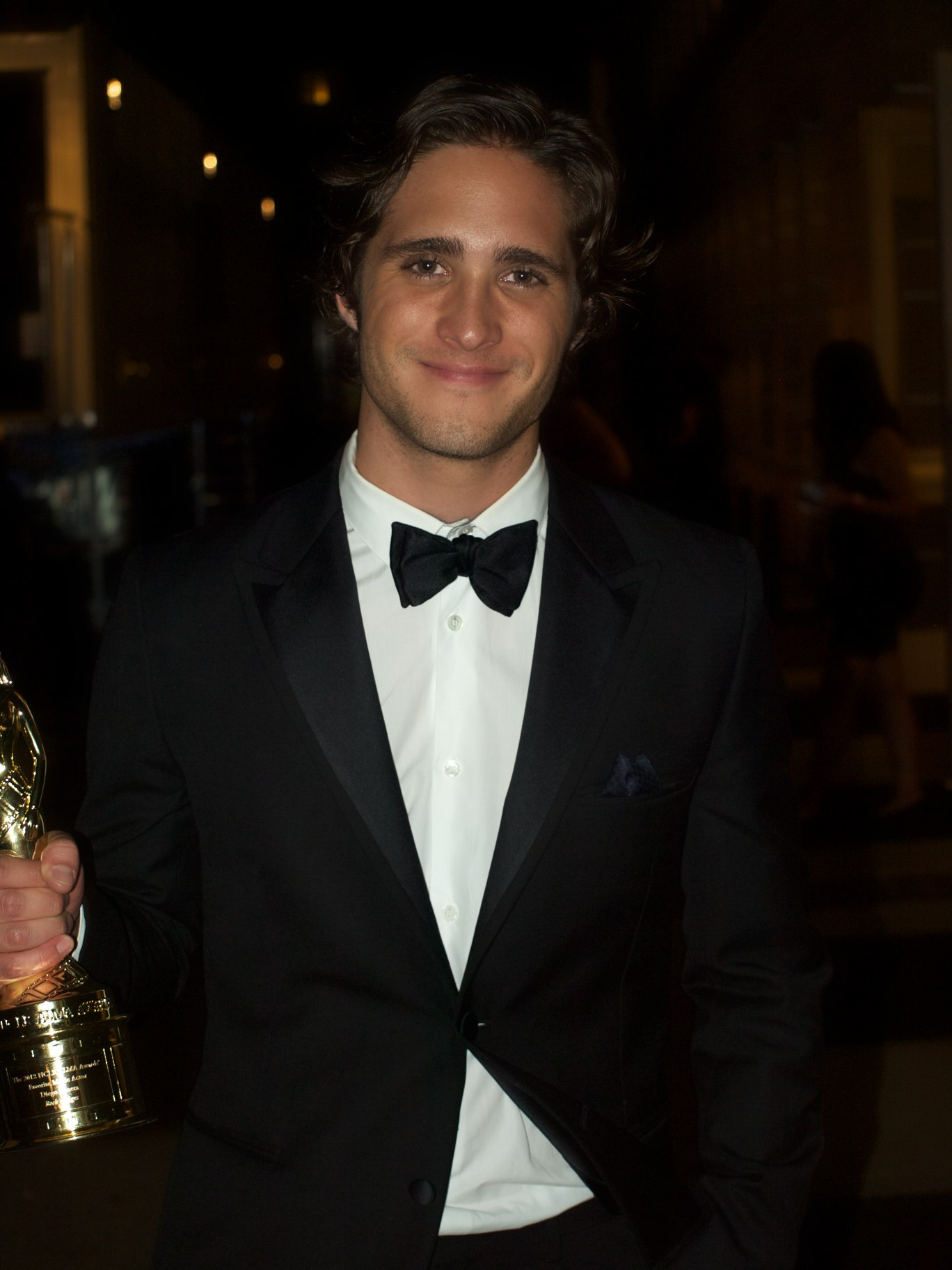
Diego no Alma Awards 2012.

No ano de 2005, Diego González (seu nome artístico da época) é convidado para participar da segunda temporada da telenovela mexicana Rebelde, interpretando o personagem Rocco Bezauri que é apaixonado pela música. Assim como na obra original, Rocco gosta muito de cantar e ama a música, e também o próprio Diego. A partir daí saí seu primeiro álbum de estúdio, estreando Diego na carreira musical. Seu disco de estreia foi autointitulado com seu nome "Diego", foi grande sucesso em vários países onde a telenovela foi exibida da qual fazia parte, e em 2006 foi lançada uma edição do seu disco em português para ser comercializada somente no Brasil intitulado Diego (Edição Brasil), ambos os discos liberaram as canções "Más" e "Responde" e suas respectivas versões em português como singles .Nesse mesmo ano participou da turnê Tour Generación do grupo musical RBD, onde gravou seu primeiro álbum de vídeo gravado no estádio do Maracanã (Rio de Janeiro, RJ, Brasil), esse DVD foi o Diego: en vivo en el Maracanã. No início do ano de 2008 libera o single "Perdido en Ti" e também sua versão em inglês "Losing Me" e, em março do mesmo ano lança seu segundo álbum de estúdio: Indigo, que assim como o primeiro álbum, foi lançado pela gravadora EMI Music. No mês de setembro libera o último single do disco: Millón de años. Após cerca de 2 anos, em 2014, Diego Boneta faz um contrato com a Sony Music para voltar a carreira de cantor e, em breve pode apresentar seu mais novo trabalho.

## Vida pessoal
Durante as gravações da novela Rebelde,  Boneta começou a namorar a atriz Angelique Boyer, que interpretava seu par romântico. Alguns meses após, o casal colocou um ponto final na relação, mas decidiram continuar amigos.

## Filmografia

### Televisão
| Ano           | Título                | Personagem         | Notas                          |
| ------------- | --------------------- | ------------------ | ------------------------------ |
| 2003          | Alegrijes y Rebujos   | Ricardo Sánchez    | Antagonista Infantil           |
| 2003          | Misión S.O.S          | Christian Martinez | Protagonista Infantil          |
| 2005          | Rebelde               | Rocco Bezauri      | Coadjuvante                    |
| 2008          | Terminales            | Jaime              | Episódio 7                     |
| 2009          | Zeke e Luther         | Tiki Delgado       | Coadjuvante                    |
| 2010          | 90210                 | Javier Luna        | Coadjuvante                    |
| 2010          | Pretty Little Liars   | Alex Santiago      | Coadjuvante                    |
| 2012          | Underemployed         | Miles              | Coadjuvante                    |
| 2015          | The Dovekeepers       | Amram              | 2 episódios                    |
| 2015          | Scream Queens         | Pete Martinez      | Co-Protagonista (1ª temporada) |
| 2016          | Jane the Virgin       | Dax                | Temporada 2, episódio 10       |
| 2018-presente | Luis Miguel: La serie | Luis Miguel        | Protagonista                   |

### Cinema
| Ano  | Título                            | Personagem           |
| ---- | --------------------------------- | -------------------- |
| 2011 | Meninas Malvadas 2                | Tyler Adams          |
| 2012 | Rock of Ages                      | Drew Boley           |
| 2013 | Paradise Lost                     | Adam                 |
| 2013 | Untitled Sebastian Silva Thriller | Augustín             |
| 2015 | Summer Camp                       | Will                 |
| 2016 | Pelé - O Nascimento de uma Lenda  | Mazzola              |
| 2017 | Before I Fall                     | Mr. Daimler          |
| 2017 | Another You                       | Marcus               |
| 2017 | The Titan                         |                      |
| 2017 | Starbright                        | Joshua               |
| 2017 | Blood Ride                        | Brian                |
| 2017 | A Bend in the Road                |                      |
| 2018 | Monster Party                     | Ollie                |
| 2019 | Terminator: Dark Fate             | Diego (participação) |
| 2020 | Love, Weddings & Other Disasters  | Mack                 |
| 2020 | Monster Hunter                    | Marshall             |

## Discografia

### Álbuns de estúdio
(Bilíngues)
- 2005: Diego
- 2006: Diego (Edição Brasil)
- 2008: Indigo

### Coletânea
- 2006: Diego(+D) Más

### DVD ao vivo
- 2006: Diego: en vivo en el Maracanã

### Videografia
- 2005: Responde
- 2006: Más
- 2008: Perdido en ti
- 2008: Losing Me
- 2008: Millón de años
- 2015: The Warrior

### Singles
- 2005: Responde
- 2006: Más
- 2006: Solo Existes Tú
- 2008: Perdido En Ti
- 2008: Millón De Años
- 2010: Siempre Tú
- 2015: The Warrior
- 2015: The Hurt
- 2016: Ur Love
- 2016: Éramos Algo

## Prêmios e indicações
| Ano  | Prêmio      | Trabalho     | Categoria     | Resultado |
| ---- | ----------- | ------------ | ------------- | --------- |
| 2012 | ALMA Awards | Rock of Ages | Ator Favorito | Venceu    |

## Turnês

### Ato de abertura
- Hilary Duff - Still Most Wanted Tour (México - 2006)[4]
- RBD - Tour Generación (América do Sul - 2006; Chile e Estados Unidos - 2007)
- RBD - Tour Celestial (América do Sul, Estados Unidos e Europa - 2007)